# Dunenjunges

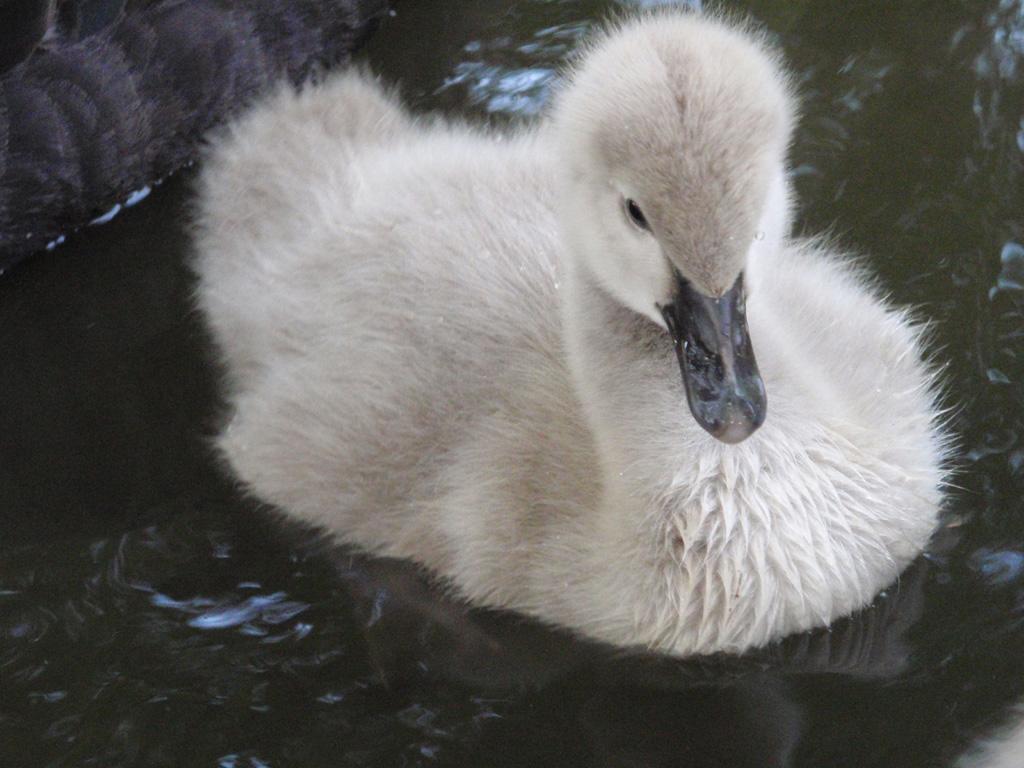
Dunenküken des Schwarzschwans (Cygnus atratus)

Ein Dunenjunges oder Pullus (lateinisch, Plural Pulli) ist ein Jungvogel im ersten Federkleid (Dunenkleid). Dieses besteht aus weichen Dunenfedern – auch Nestdunen bzw. Nestlingsdunen genannt –, welche jedoch nicht mit den eigentlichen Dunen zu verwechseln sind, sondern modifizierte Konturfedern darstellen. Trotzdem hat sich aufgrund ihrer Weichheit und des „plüschigen“ Aussehens und Anfühlens der Begriff Dune etabliert.